# Валлиен, Ульрика
Ульрика Валлиен (швед. Ulrica Vallien, полное имя Ulrica Margareta Hydman Vallien; 1938—2018) — шведская художница, которая специализировалась преимущественно на витражах из стекла и декоративной росписи по керамике.

## Биография
Родилась 24 марта 1938 года в Стокгольме в семье Стига Юхана Хюдмана и его жены Маргит Бильберг-Юханссон.
В юности жила в Альгуцбоде. В период с 1958 по 1962 год посещала стокгольмскую школу Констфак, где изучала работу с керамикой и стеклом. В числе её учителей был шведский дизайнер Стиг Линдберг. В Констфаке она также познакомилась со своим будущим мужем, также художником по стеклу и скульптором — Бертилом Валлиеном, за которого вышла замуж в сентябре 1963 года.
Во время учёбы она совершала учебные поездки в Нидерланды, Бельгию и Испанию, а после окончания учёбы супруги Валлиен совершили в 1961—1963 годах поездку в Мексику и США, где оба работали с керамикой. Позже Бертилу Валлиену предложили работу художника и дизайнера на стекольном заводе в местечке Офоше, и пара там поселилась.
Ульрика дебютировала как художница по стеклу в 1972 году. Она наиболее известна своими работами из этого материала, а также из акрила; она работала с текстилем и писала акварелью. Но наибольших успехов добилась произведениями из стекла. Ульрика Валлиен была одним из 50 художников, выбранных для работы с British Airways над созданием дизайна ливреи самолётов, салфеток, фарфора, билетов и канцелярских принадлежностей этой авиакомпании.
Принимала участие в выставке молодых художников Unga tecknare, организованной Национальным музеем Швеции в 1964—1966 годах. Затем экспонировалась на многих национальных и международных выставках. С 2001 года вместес мужем Ульрика была постоянно представлена на выставке в VIDA Museum & Konsthall.
Её работы можно увидеть во многих городах Швеции — Национальным музее Швеции и Музее современного искусства в Стокгольме, в Художественном музее Кальмара, Гётеборгском художественном музее, Художественном музее Мальмё, Röhsska museet, Norrköpings konstmuseum, а также за рубежом — Музее Виктории и Альберта (Англия), Powerhouse Museum (Австралия), Художественном музее Индианаполиса, Художественном музее Мичиганского университета, Детройтском институте искусств, Художественном музее Крайслера (все — в США).

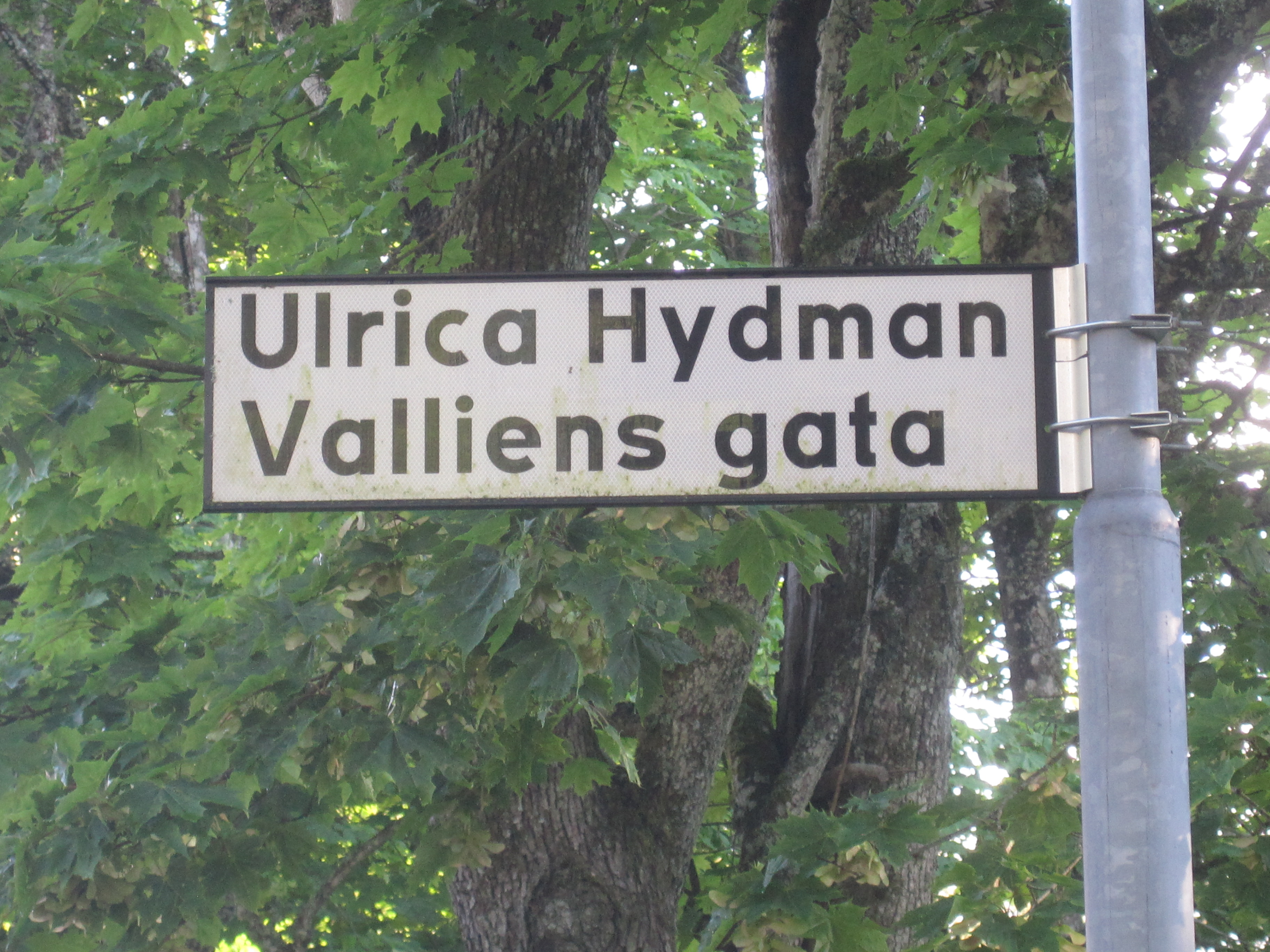
Улица Ульрики Валлиен

В 2004 году вышла автобиографическая книга «Ulrica Hydman-Vallien» о её жизни и искусстве.
Умерла 21 марта 2018 года в Эриксмоле. В её честь была названа улица в Офоше муниципалитета Эммабода.